# Nash Lowis
Nash Lowis (6 de noviembre de 1999) es un deportista de Australia que compite en atletismo. Ganó una medalla de oro en el Campeonato Mundial de Atletismo Sub-20 de 2018, en la prueba de lanzamiento de jabalina.